# Anne Marie Milan Desguillons

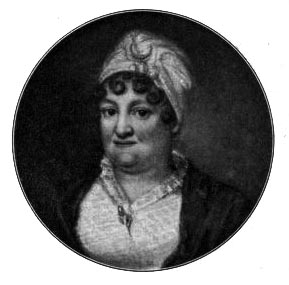
A. M. Desguillons, 1810

Anne Marie Milan Desguillons, Vorname auch Marie-Anne, geborene Milan (* 8. Mai 1753 in Aignay-le-Duc, Frankreich; † 28. Juli 1829 auf Schloss Drottningholm), war eine französische Schauspielerin. Sie war in Schweden im Französischen Theater Gustav III. (Gustav III:s franska teater) tätig und war zusammen mit ihrem Mann Joseph Sauze Desguillons von 1793 bis 1798 Direktorin und Lehrerin an der Dramatens elevskola.

## Leben
Anne Marie Milan debütierte 1773 in Le Havre und war dann 1774–75 in Lille tätig. Sie kam 1781 aus Frankreich nach Schweden, als sie von Jacques Marie Boutet de Monvel als Mitglied der französischen Theatertruppe engagiert wurde, die von Gustav III. nach Schweden berufen worden war. Im Jahr 1789 heiratete sie einen anderen französischen Schauspieler, Joseph Sauze Desguillons.
Lars von Engeström berichtet kurz nach ihrer Ankunft in Schweden über sie:

„Mamsell Milan är redan här. Hon har redan tvenne gånger spelt Mérope. Hon har verkligen talanger men är mycket stark och fet. Hertiginnan (Hedvig Elisabeth Charlotta) tyckte, att hon ej var av naturen ämnad att föreställa en drottning. Då konungen disputerade detta och med hetta, svarade hertiginnan: Pardonnez-moi. Sire, je n'ai vu qu'une reine. Konungen fann detta så mycket artigare som drottningen är den bäst vuxna av hela sitt hov och verkligen har ett majestätiskt utseende.“

„Miss Milan ist bereits hier. Sie hat Mérope bereits zweimal gespielt. Sie ist sehr talentiert, aber auch sehr groß und kräftig. Die Herzogin (Hedwig von Schleswig-Holstein-Gottorf) war der Meinung, dass sie von Natur aus nicht dazu bestimmt sei, eine Königin zu repräsentieren. Als der König dies anzweifelte, antwortete die Herzogin: „Pardonnez-moi. Sire, je n'ai vu qu'une reine“. Der König fand dies umso höflicher, als die Königin die bestgewachsene Person an seinem Hof ist und in der Tat eine majestätische Erscheinung hat.“

Desguillons war beim König beliebt und soll an seinem Französischen Theater großen Erfolg gehabt haben und bei Publikum und Hof beliebt gewesen sein. Sie wurde für ihr schauspielerisches Talent, ihre Bühnenkunst und ihre Sprechtechnik gelobt, war vor allem Tragödin und spielte oft sogenannte "Mére noble"-Rollen, in denen ihr mächtiger, zur Korpulenz neigender Körper keine Rolle spielte. Sie wurde häufig mit den Hauptrollen in den klassischen französischen Tragödien betraut. Zu ihren Rollen gehörten neben Mérope auch Sémiramis (Voltaire) und Athalie (Racine). Sie spielte aber auch komische Rollen, wie in Turcaret von Alain-René Lesage.
Als Darstellerin wurde Desguillons wie folgt beschrieben:

„En skådespelerska af synnerligen mångsidig förmåga: högstämd och sublim i sorgespel: fin, lugn och vänlig som mére noble: sprittande af livlighet och skälmskt behag i komedien […] och en högtst utmärkt lärarinna.“

„Eine Schauspielerin von vielseitiger Begabung: erhaben und sublim in der Trauer: fein, ruhig und gütig wie eine mére noble: sprühend vor Lebendigkeit und zittriger Anmut in der Komödie […] und eine ausgezeichnete Lehrerin.“

Gustavs Privatsekretär Abraham Niclas Edelcrantz schrieb am 29. Juli 1788 in einem seiner Berichte über das Stockholmer Theaterleben, dass Desguillons „viele Feinde unter den Franzosen“ (am Französischen Theater) hätte. Als im Sommer 1788 eine neue Schauspielerin am Theater angestellt wurde und eine Rolle erhielt, die normalerweise Desguillons zukam, behauptete Edelcrantz, dass Desguillons „ihr Debüt auf unanständige Weise behinderte“, aber die Zuschauer besonderen Beifall spendeten weil es ihnen Spaß machte, Desguillons  zu empören.
Nach dem Tod Gustavs III. im Jahr 1792 wurde das Französische Theater aufgelöst und Desguillons beendete ihre Bühnenkarriere, entschied sich jedoch, in Schweden zu bleiben.
Im Jahr 1793 wurde sie Direktorin der Dramatens elevskola, ein Amt, das sie sich mit ihrem Mann teilte. Unter dem Ehepaar Desguillons erhielt die Schule eine feste Organisation. Die Schüler wurden im Alter von neun oder zehn Jahren aufgenommen und traten in Kinderrollen und bei Schüleraufführungen auf. Die Desguillons waren nicht nur Schulleiter, sondern auch Lehrer für Bühnenkunst; Friedrich Haeffner und später Lodovico Piccinni wurden für die Gesangsausbildung engagiert, Julie Alix de la Fay und Jean-Rémy Marcadet für den Tanz. Sie war für die weiblichen Schüler zuständig, ihr Mann für die männlichen. Zu ihren Schülern gehörten viele der bedeutendsten Talente der schwedischen Bühne jener Zeit, wie Jeanette Wässelius, Sofia Frodelius, Ulrika Wennerholm und Carolina Kuhlman.
Als Gustav IV. Adolf 1803 eine neue französische Schauspieltruppe, die Kongl. Franska truppen, nach Stockholm holte, wurden die Desguillons mit der Leitung beauftragt, bis die Truppe 1806 zeitgleich mit der Schließung der Oper entlassen wurde.